# William T. Stearn
William Thomas Stearn (* 16. April 1911 in Cambridge; † 9. Mai 2001 in London) war ein britischer Botaniker. Sein offizielles botanisches Autorenkürzel lautet „Stearn“.

## Leben
William Thomas Stearn ist der älteste Sohn von Thomas Stearn und dessen Frau Nellie.
Von 1922 bis 1929 besuchte William T. Stearn die Cambridge and County School for Boys, wo sein Interesse an Botanik und Zoologie erwachte.
Aufgrund der Armut seiner Familie nach dem Tod seines Vaters begann er 1929 eine Lehre als Buchhändler, studierte aber in seiner Freizeit mit der Unterstützung universitärer Gönner weiter Botanik. Er besuchte häufig den Cambridge Botanical Garden, anhand dessen Sammlung er spätere Revisionen der Gattungen Vinca, Epimedium, Hosta und Symphytum vorbereitete und beschrieb 1930 seine erste Art, den chinesischen Allium farreri. 1931 begann er mit den Arbeiten für eine Monographie der Gattungen Epimedium und Vancouveria, die 1938 als Epimedium and Vancouveria (Berberidaceae), a monograph erschien.
1933 erhielt er eine Anstellung an der Lindley Library der Royal Horticultural Society. Er leistete wertvolle Beiträge zur Taxonomie der Pflanzen, indem er durch intensives Quellenstudium zu vielen ungenau datierten Pflanzenbeschreibungen des 19. Jahrhunderts das genaue Veröffentlichungsdatum nachrecherchierte. Alleine mit der Nachdatierung der 106 Teile der Histoire naturelle des Îles Canaries (1835–1850) von Philip Barker Webb und Sabin Berthelot befasste er sich drei Jahre lang.
1950 verfasste er gemeinsam mit Hubert Bayley Drysdale Woodcock das Werk Lilies of the world.
Das Werk aber, das ihn weltweit bekannt machte, hieß Botanical Latin; die 1. Auflage erschien 1966, weitere fast unveränderte Auflagen erschienen 1973, 1983 und 1992. Er gab damit allen fremdsprachigen Botanikern die Möglichkeit, das Latein, das für botanische Beschreibungen nötig ist, besser zu verstehen und zu schreiben. Seine Kenntnisse der Literatur und der Geschichte der Botanik aller Jahrhunderte waren so umfassend, dass er für viele Nachdrucke gebeten wurde, eine Einführung zu schreiben. Den wichtigsten Kommentar verfasste er zu Carl von Linnés Species plantarum für den Reprint der Ray Society, 1957. Zu den weiteren wichtigen Werken, die er verfasst oder herausgegeben hat, gehören der International Code of Nomenclature for cultivated plants, 1952; außerdem das Werk The art of botanical illustration; verfasst zusammen mit Wilfried Blunt, 1950 und 1994.
Er war jahrzehntelang Mitarbeiter des Natural History Museum in London und befasste sich mit Pflanzen aus der Karibik. Für die Flora Europaea verfasste er den Text zur Gattung Allium mit ihren etwa 110 europäischen Arten.

## Ehrungen
1964 erhielt William T. Stearn die Veitch Memorial Medal der Royal Horticultural Society. 1976 wurde ihm die Linné-Medaille der Linnean Society of London verliehen, deren Präsident er von 1979 bis 1982 war. Dazu kommen zahlreiche weitere Ehrungen, darunter der Asa Gray Award, den er im Jahr 2000 erhielt. Zu Ehren von Stearn wurde die Art Justicia stearnii V.A.W.Graham benannt.

## Schriften
- Botanical Latin, History, Grammar, Syntax, Terminology and Vocabulary. London, 1. Aufl. 1966, 2. Aufl. 1973, 3. Aufl. 1983, 4. Aufl. 1992.
- An introduction to the 'Species Plantarum' and cognate botanical works of Carl Linnaeus. Reprint, Ray Society, 1957.
- als Hrsg. mit Erminio Caprotti: Herbarium Apulei 1481, Erbolario volgare 1522. 2 Bände. Mailand 1979 (= Libri rari. Collezione di ristampe con nuovi apparati. Band 3).
- Stearn's dictionary of plant names for gardeners. Cassell, 1992. Zuerst mit A. W. Smith als A gardener's dictionary of plant names 1963 erschienen.[3]
- Allium. Flora Europaea 5: S. 49–69, 1980.
- mit Wilfrid Blunt: The Art of Botanical Illustration, Collins, London, 1950; neue Edition, Antique Collectors’ Club, 1994.